# Famille Gravina
La famille Gravina, devenue par le jeu des alliances Gravina Cruyllas, est une lignée aristocratique sicilienne d'origine normande, dont les racines remonteraient à Rollon, premier souverain de Normandie,,.

## Histoire
Cette famille descendrait de Silvano, seigneur des terres de Gravina dans l'actuelle région des Pouilles, dont lui et ses descendants ont pris le nom.
On trouve également, au XIIe siècle, Gilbert de Gravina qui, à la fin des années 1150, se rend dans le royaume de Sicile, où le roi Guillaume Ier le nomme vers 1158, comte de Gravina.
Le 20 novembre 1405, le roi de Sicile Martin Ier, reconnaît officiellement les origines nobles normandes de la famille, en délivrant un diplôme (une forme de charte) à Giacomo Gravina,,. Par la suite, Giacomo Gravina s'établira en Sicile, où le roi lui permet, ainsi qu'à ses descendants, d'être inhumés dans la chapelle royale de Catane, aujourd'hui connue sous le nom de basilica della Collegiata,.
Au XVIe siècle, la famille ajouta à son nom celui de la famille Cruyllas, et le conserva pendant trois siècles : en effet, Girolamo Gravina, 4e baron de Palagonia, épousa en 1531 la comtesse Moncada Cruyllas, dernière héritière de cette famille d'origine espagnole, qui lui apporta une immense dot, comprenant les fiefs de Calatabiano et de Francofonte.
La famille se divisa par la suite en plusieurs branches, dont les principales et princières étaient : les princes de Palagonia, Ramacca, Comitini et Montevago.
Leurs représentants occupèrent des positions distinguées dans l'administration de l'île. Parmi les personnalités notables de cette famille, on trouve Federico Carlos, duc de Gravina y Nápoli, qui fut nommé amiral de la flotte espagnole, et qui mourut des suites des blessures reçues lors de la bataille de Trafalgar.

## Héraldique
Les armoiries des Gravina se blasonnent : « D'azur, à deux bandes d'or, accompagnée d'une étoile à dix pointes d'argent, posée en chef, à senestre ». Sa devise était « Spero » (« J'espère » en italien).

## Demeures

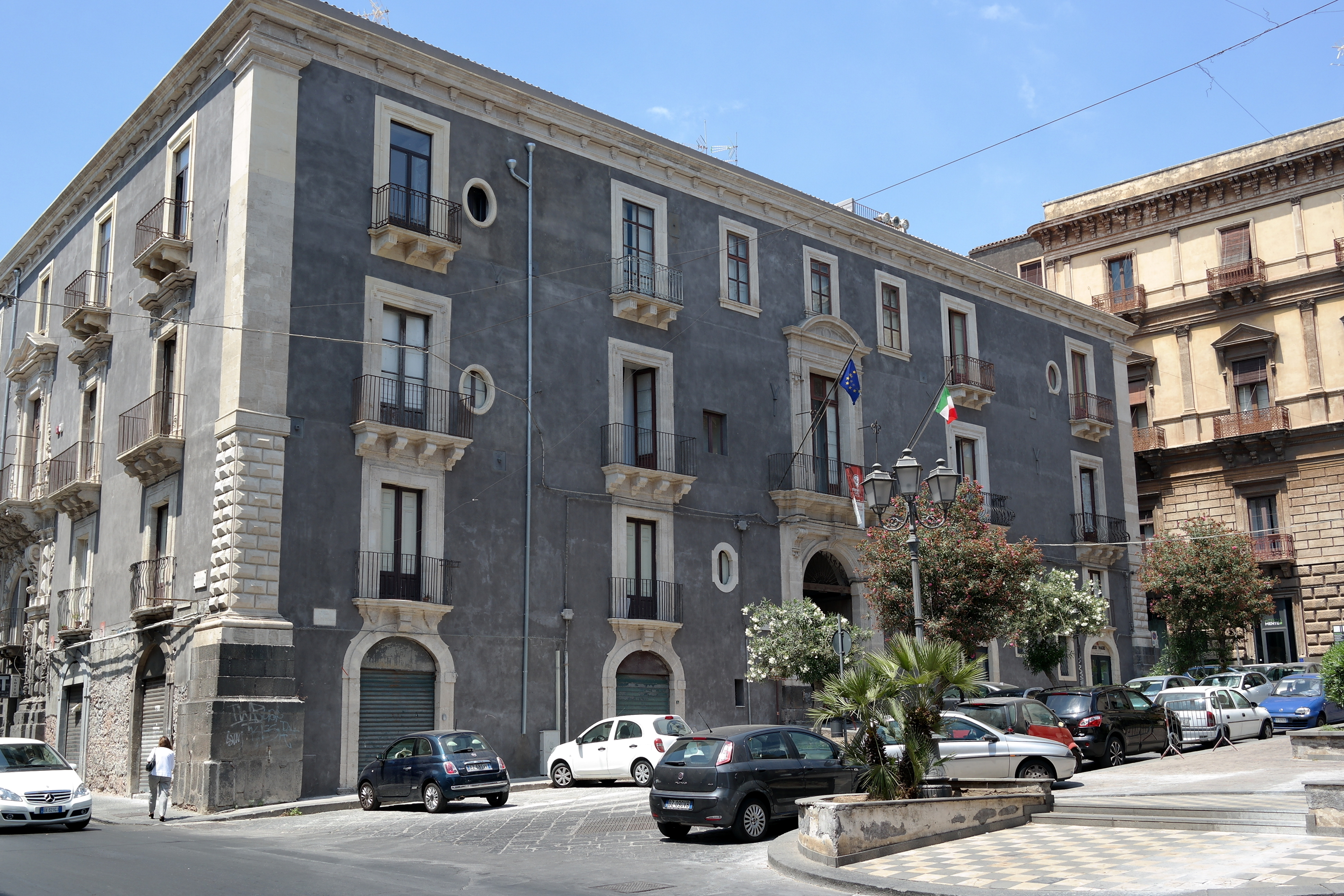
Le palazzo Gravina Cruyllas à Catane.

La famille a possédé plusieurs palais, parmi lesquels les plus notables sont le palais Gravina Cruyllas de Catane (où est né Vincenzo Bellini), et la villa Palagonia de Bagheria (dite villa dei Mostri).